# Leonzio di Bisanzio
Leonzio di Bisanzio (in greco antico: Λεόντιος?, Leóntios; in latino Leontius; Costantinopoli, 485 circa – Costantinopoli, 543) è stato uno scrittore e teologo bizantino.
Secondo alcuni sarebbe da identificarsi con Leonzio di Gerusalemme.

## Biografia
La sua vita ci è in parte nota grazie alla Vita di san Saba di Cirillo di Scitopoli; nacque a Costantinopoli tra il 480 e il 490.
Visse nei monasteri della Palestina da giovane condividendo pensieri origenisti. Nel 531 giunse a Costantinopoli insieme a San Saba e nel 536 entrò nella Nuova Laura di Gerusalemme.
Nel 540 ritornò a Costantinopoli per difendere i movimenti origenisti. Morì nel 543 a Costantinopoli dopo la condanna dell'origenismo nel febbraio del 543.

## Opere
Il Corpus Leontianum comprende tre opere attribuite a lui:
- Contro i Nestoriani e gli Eutichiani, tre libri scritti contro il nestorianesimo e il monofisismo
- Soluzione (in greco antico: Επιλυσις?, Epilysis), testo scritto contro il patriarca Severo di Antiochia
- Trenta capitoli contro Severo, scritti anch'essi contro il patriarca monofisita Severo di Antiochia[3]